# Lusna
Lusna (Lušna) va ser una ciutat de l'Imperi Hitita situada al sud-oest del llac de la sal, a mig camí entre el llac i la mar Mediterrània. En temps de Labarnas I, ja formava part del territori hitita, juntament amb les importants ciutats de Tuwanuwa, Hupisna, Nenasa, Landa, Zallara i Parsuhanta.